# Listrognathus punctator
Listrognathus punctator är en stekelart som först beskrevs av Smith 1874.  Listrognathus punctator ingår i släktet Listrognathus och familjen brokparasitsteklar. Inga underarter finns listade i Catalogue of Life.